# 韋克斯 (瓦萊州)

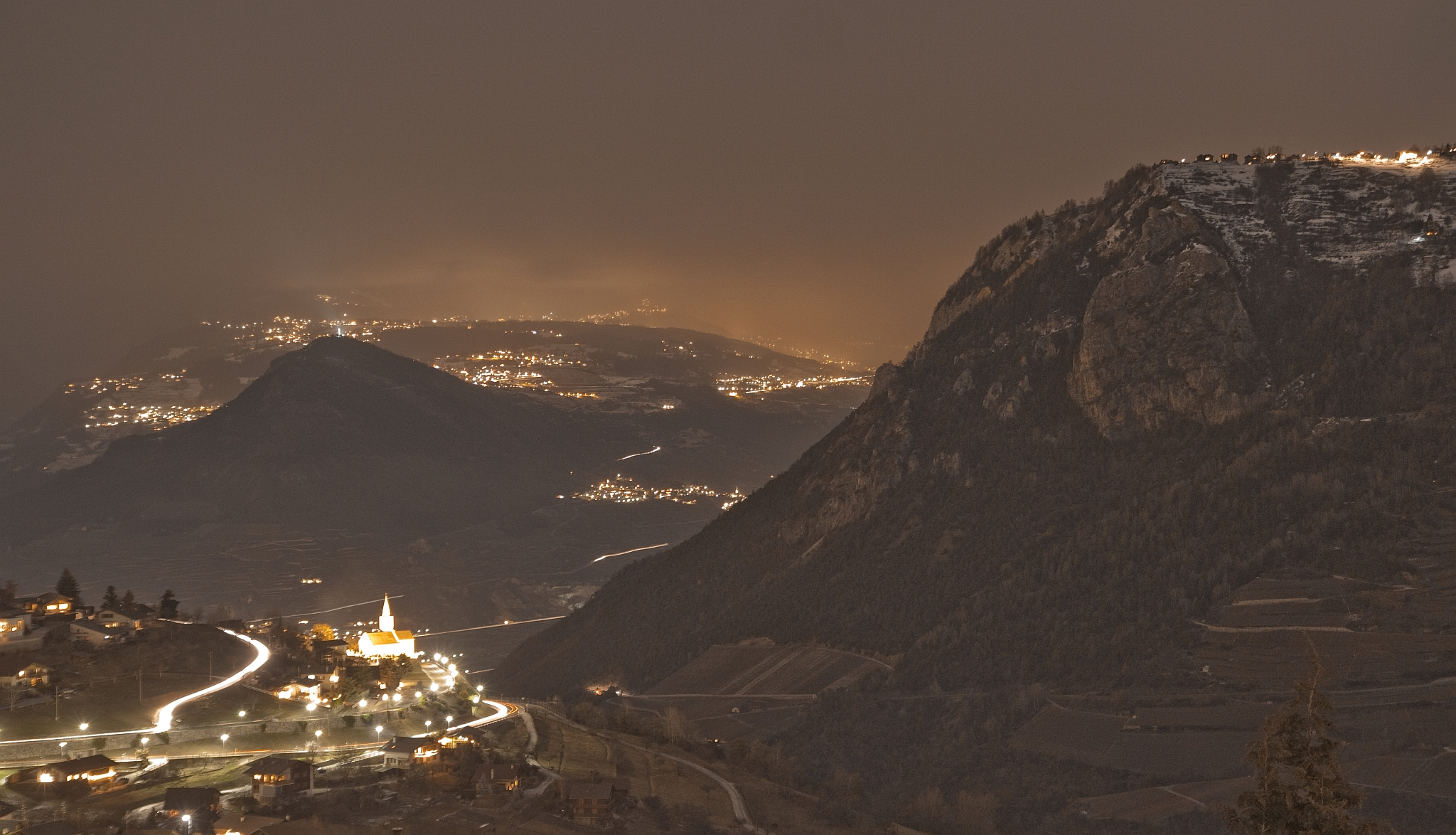

韋克斯是瑞士的城鎮，位於該國南部，由瓦萊州負責管轄，面積12.99平方公里，海拔高度939米，2011年人口1,615，八成人口信奉羅馬天主教，人口密度每平方公里124人。

## 外部連結
- Official website （法文）